# Bradyporus dasypus
Sous-genre
Espèce
Statut de conservation UICN

 LC  : Préoccupation mineure
Bradyporus dasypus, ou plus exactement Bradyporus (Bradyporus) dasypus, est une espèce de sauterelles de la sous-famille des Bradyporinae, sous-famille contenant également les Ephippiger, présente dans le Sud-Est de l'Europe. En anglais, elle porte le nom vernaculaire de Bronze Glandular Bush-cricket, en référence à sa couleur foncée aux reflets métalliques rappelant le métal du même nom.
Mesurant jusqu'à 6 centimètres de long à l'âge adulte, il s'agit de l'un des plus grands et des plus lourds insectes d'Europe. C'est un animal omnivore, mangeant à la fois des végétaux et d'autres animaux, dont des charognes de mammifères et des insectes qu'il chasse.
Bien que considéré comme non menacé par l'UICN, ses populations semblent en déclin à cause de l'activité humaine, notamment au nord de son aire de répartition.

## Description
Bradyporus dasypus est un orthoptère de très grande taille. Mâles et femelles sont de dimensions similaires et atteignent jusqu'à 6 centimètres de long à l'âge adulte. Cette taille n'est de plus pas rare, et dans certaines localités la grande majorité des individus mesurent entre 5 et 6 centimètres. Les femelles possèdent un long ovipositeur mesurant environ 4 centimètres. L'espèce est de plus très massive et très lourde.
Les antennes sont courtes et ne mesurent que la moitié de la longueur du corps, soit une longueur particulièrement faible pour un ensifère.
Les pattes avant et médianes sont également relativement courtes et garnies d'épines sur les tibias. Les pattes arrière, qui mesurent environ la longueur du corps, ne sont pas particulièrement longues pour un orthoptère et ne sont pas plus épaisses que les autres pattes.
C'est un insecte aptère, c'est-à-dire dépourvu d'ailes. Cependant à l'image des autres Bradyporinae, les adultes possèdent des tegmina très courtes et peu visibles cachées sous le pronotum qui leur servent à striduler.
La coloration du corps est presque entièrement brun foncé métallisé, à l’exception des pattes souvent plus claires, et des pleurites abdominales rose-rouge. On note également souvent la présence d'une rayure claire sur les carènes latérales du pronotum. Fait assez exceptionnel chez les orthoptères, la coloration métallisée tend à indiquer que la couleur est d'origine physique et non pigmentaire, c'est-à-dire que des microstructures exosquelettiques diffractent la lumière, donnant ces reflets métallisés. Ce phénomène est également connu d'autres insectes, comme les papillons Morpho, de nombreux coléoptères, ou les mantes Metallyticus.

## Distribution
Bradyporus dasypus est endémique du Sud-Est de l'Europe. Son aire de répartition couvre actuellement le Nord de la Grèce, une grande partie de la  Macédoine et de la Bulgarie, ainsi qu'une petite partie de la Serbie, une bande côtière en Roumanie et une très petite zone à la frontière de la Turquie,.
Par le passé, l'espèce a été repérée en Hongrie et plus au Nord en Roumanie et en Serbie, mais elle semble aujourd'hui avoir disparu de ces localités.
Bradyporus dasypus est une espèce préférant les milieux relativement ouverts, tels que les prairies, souvent en lisières de forêt. Elle se rencontre cependant dans une grande variété d'environnements, y compris près de champs. L'espèce vit uniquement près du sol, dans la strate herbacée. Bien que présente surtout en plaine, l'espèce a été repérée jusqu'à 1 650 mètres d'altitude dans la zone la plus au sud de sa répartition.

## Biologie

### Mode de vie
Bradyporus dasypus est une espèce très euryphage. Elle mange une grande variété d'aliments dont des feuilles de végétaux comme le Cirse des champs, le pissenlit ou la laitue ; des fruits, par exemple de la pastèque ; des insectes plus petits tels que des chenilles ou des criquets ; ou même des cadavres de vertébrés. Il a également été montré que l'espèce accepte de la nourriture pour poissons. Une alimentation en partie animale semble d'ailleurs nécessaire pour une bonne croissance des jeunes. Comme beaucoup de Bradyporinae, Bradyporus dasypus n'est cependant pas un très bon chasseur et une proie rapide pourra souvent lui échapper, d'autant que ses antennes courtes et ses petits yeux ne lui permettent pas de repérer efficacement une proie à plus de quelques centimètres. 

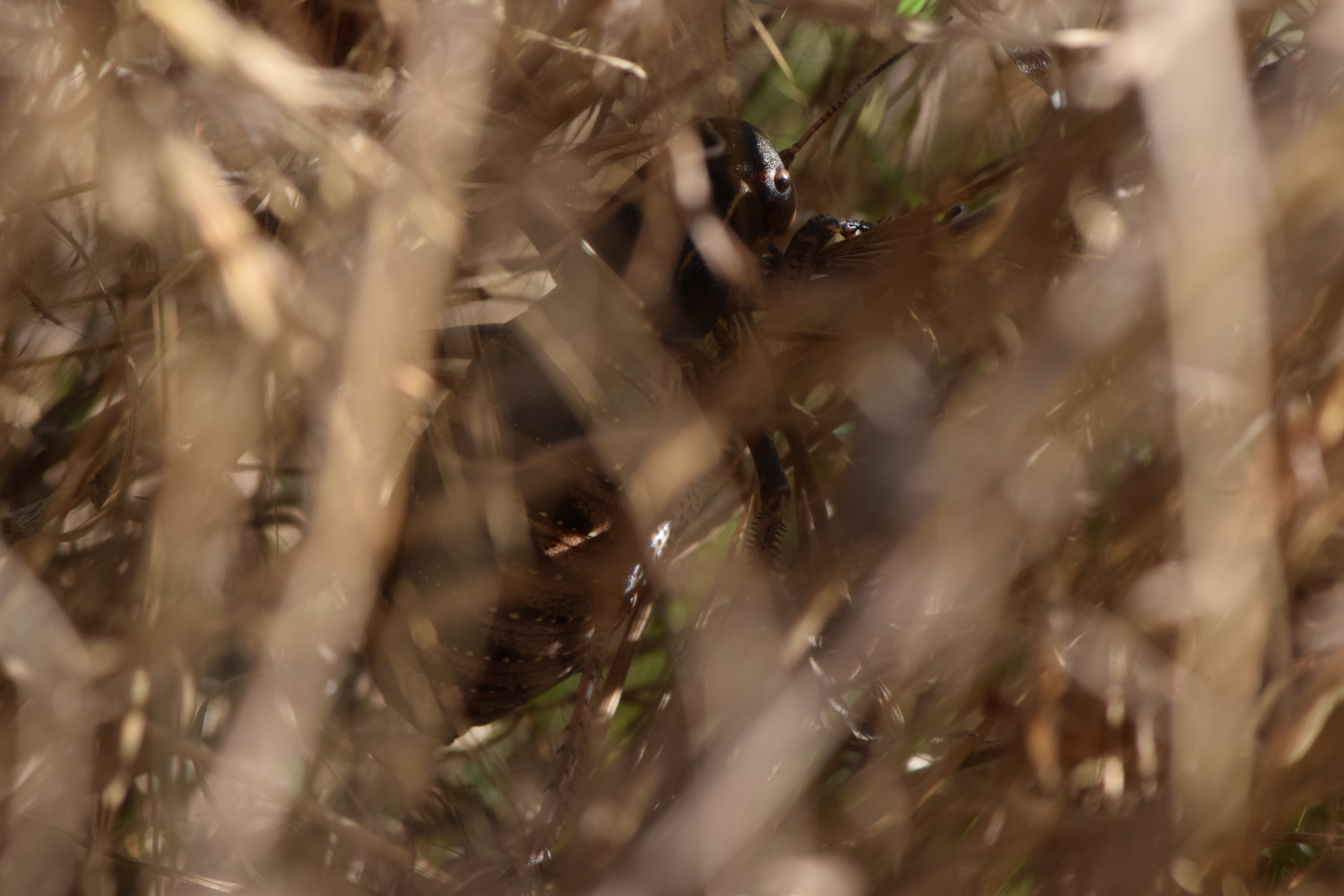
Mâle caché dans les herbes et presque invisible à plus d'un mètre de distance.

L'espèce est assez peu active et bouge peu, ce qui malgré sa taille la rend difficile à repérer dans les herbes hautes et denses qu'elle apprécie. Il n'est pas rare qu'un individu ne bouge que de quelques centimètres par jour. Certains mâles semblent cependant se déplacer à la recherche d'un endroit plus élevé et plus exposé pour striduler, généralement les plus hautes branches d'un buisson. Ces derniers stridulent majoritairement tôt le matin et en fin d'après-midi, ce qui laisse supposer que cela correspond aux phases d'activité de l'espèce. Certains mâles peuvent également striduler jusque tard dans la nuit.
En cas de menace, la première réaction de Bradyporus dasypus est de s'immobiliser. Si la menace continue à s'approcher, la sauterelle partira en marchant aussi vite que possible, elle ne saute en effet pas du tout. Il arrive également que l'espèce régurgite ou ait recours à la saignée réflexe. Les femelles peuvent également striduler lorsqu'elles se sentent menacées. Finalement, alors que beaucoup de sauterelles ont tendance à mordre lorsqu'elles sont agressées, Bradyporus dasypus ne semble pas réagir de façon agressive , ni avoir recours à l'autotomie, pourtant également courante chez les orthoptères.

### Cycle de vie
Les œufs de Bradyporus dasypus éclosent au début du printemps, le moment étant variable en fonction du climat et de l'altitude. Il faut généralement un an et demi, donc le passage de deux hivers, pour que les œufs éclosent. Les jeunes, potentiellement cannibales, grandissent vite et atteignent l'âge adulte dès le mois de mai après 6 stades larvaires. 
À l'âge adulte, les mâles sont territoriaux et généralement espacés d'une dizaine de mètres les uns des autres. La femelle stridule avant l'accouplement, lors duquel la femelle monte sur le dos du mâle, comme de nombreuses espèces de grillons, ce comportement étant rare chez les sauterelles, même chez les Bradyporinae. Chez la plupart des Bradyporinae, il arrive également que les femelles stridulent pour attirer les mâles lorsque celles-ci ne s'accouplent pas. Ce comportement ne semble pas connu chez Bradyporus dasypus mais a très bien pu passer inaperçu étant donné sa discrétion : quelques stridulations très courtes quelques fois par semaine chez les Ephippiger. Les femelles pondent leurs œufs dans le sol à l'aide de leur long ovipositeur.
Les adultes meurent à la fin de l'été, les derniers étant vus fin septembre à plus de 1 000 mètres d'altitude

## Stridulation
La stridulation du mâle est constituée d'accents courts et répétés plus ou moins distinguables les uns des autres. Ces accents sont répétés pendant environ 10 secondes. Les stridulations sont espacées de plus de 10 secondes. Les accents sont particulièrement graves pour un ensifère. Ces stridulations sont audibles à plusieurs dizaines de mètres.
La stridulation de la femelle est plus simple, composé uniquement d'un accent

## Statut et conservation

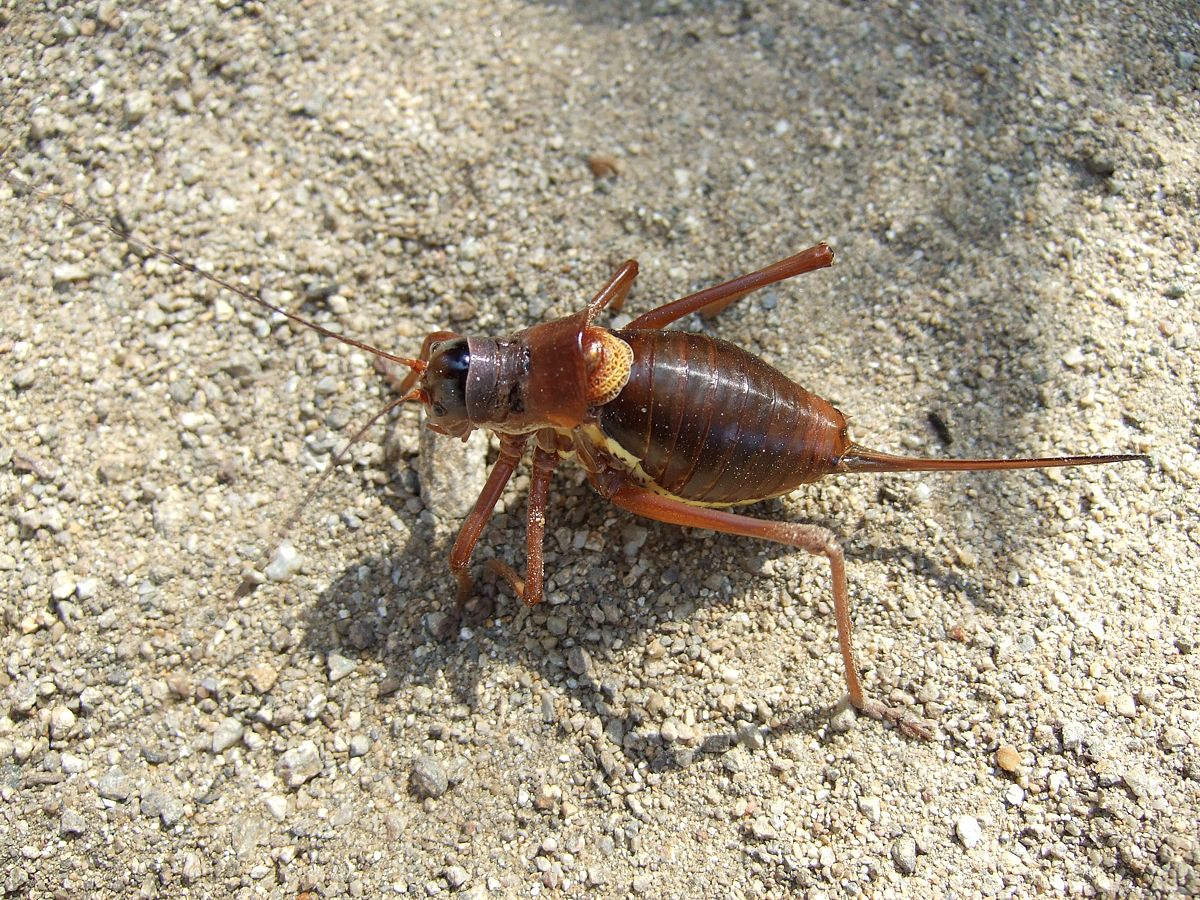
Ephippiger provincialis, une autre grande Bradyporinae en déclin.

En 2017, l'espèce n'est pas considérée comme menacée par l'UICN car elle reste relativement largement répartie et que les populations sont composées d'un grand nombre d'individus. Néanmoins l'espèce est en recul dans le Nord de son aire de répartition, et semble avoir déjà disparu de Hongrie. En Serbie, le déclin des populations a commencé il y a plus de 50 ans et continue de nos jours. 
Si l'espèce ne semble pas avoir beaucoup tendance à pulluler contrairement à d'autres orthoptères comme Schistocerca gregaria ou Polysarcus denticauda, un cas de pullulation aurait été observé au début du vingtième siècle. Cependant, il a été constaté que les pullulations deviennent plus rares et finissent par disparaître lorsque les populations d'orthoptères déclinent, c'est par exemple le cas pour Schistocerca gregaria, le criquet pèlerin bien connu pour les dégâts qu'il occasionne en Afrique, ou d'Ephippiger provincialis, une autre Bradyporinae endémique du Sud de la France et menacée.
Si les causes exactes du recul de Bradyporus dasypus ne sont pas connues, il est fort probable qu'elles soient liées aux changements dans l'agriculture, et à la destruction des grandes steppes herbeuses entretenues par le bétail qu'elle apprécie. Il a aussi été proposé que l'espèce ait par le passé profité de l'agriculture humaine pour se répandre au-delà de son aire de répartition naturelle.

## Taxonomie
Liste des synonymes :
- Locusta dasypus Illigier, 1800 (protonyme)
- Locusta rex Illiger, 1801
- Locusta armadillo Thunberg, 1815
- Bradyporus mocsaryi Kuthy, 1910

Le genre Bradyporus a été révisé en 2017 par Mustafa Ünal, qui a placé B. dasypus dans le sous genre Bradyporus, dont elle est la seule représentante.
Le genre Callimenus est désormais considéré comme un sous genre de Bradyporus.